# Terezie z Lisieux
Svatá Terezie z Lisieux (2. ledna 1873, Alençon – 30. září 1897, Lisieux), vlastním jménem Thérèse Martin (v počeštěné podobě Terezie Martinová) a řeholním jménem Terezie od Dítěte Ježíše a svaté Tváře, někdy označovaná též jako "Terezička" nebo "Terezie od Ježíška", byla francouzská řeholnice, nyní uctívaná jako katolická světice, panna a mystička, velká postava karmelitánského řádu. Pius XI. ji v roce 1925 svatořečil a papež sv. Jan Pavel II. ji v roce 1997 v apoštolském listě Divini Amoris Scientia prohlásil za učitelku církve (Doctor Amoris).

## Život

### Dětství

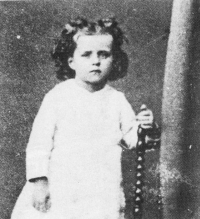
Terezie ve věku tří let, červenec 1876

Terezie se narodila 2. ledna 1873 v Alençonu jako nejmladší z devíti dětí ve středostavovské rodině hodináře Louise Martina a jeho manželky Zélie, rozené Guérinové, známé krajkářky. Roku 2015 byli oba rodiče papežem Janem Pavlem II. svatořečeni. 
Terezie měla čtyři sestry, které se staly rovněž řeholnicemi: Marii Luisu (1860–1840Karmel), Marii Pavlínu (* 1861–1951Karmel), Leonii (* 1863–1941) a Célinu (* 1869–1959)- Další čtyři sourozenci zemřeli v dětském věku před Tereziiným narozením (sestry Helena pětiletá, Melánie Tereza dvouměsíční, dva bratři Josef Jan Křtitel osmiměsíční a Josef Ludvíkv pěti měsících). Terezii byla při křtu za kmotru její sestra, tehdy třináctiletá Marie. První roky svého života prožila Terezie v Alençonu. Po smrti matky Zélie Martinové (zemřela 28. srpna 1877) se celá rodina přestěhovala do Lisieux, kde žil se svou rodinou bratr Tereziiny matky, Isidor Guérin. Ve vedení domácnosti matku nahradila nejstarší dcera Marie, o nejmenší děti se starala dcera Pavlína.
Terezie vyrůstala v katolické rodině. Od roku 1881 navštěvovala školu benediktinek v Lisieux. Když jí bylo 9 let, roku 1882, vstoupila její sestra Pavlína, kterou Terezie považovala za svou druhou matku, do kláštera karmelitek v Lisieux a přijala řeholní jméno s. Anežka od Ježíše. Pavlínu posléze (roku 1886) následovala i nejstarší ze sester Martinových, Marie. Terezie již od dětství cítila povolání k zasvěcenému životu, otec ji do kostela vodil od čtyř let, v roce 1884 byla v katedrále v Lisieux biřmována a toužila se, stejně jako její sestry, stát karmelitkou.

### Vstup ke karmelitkám

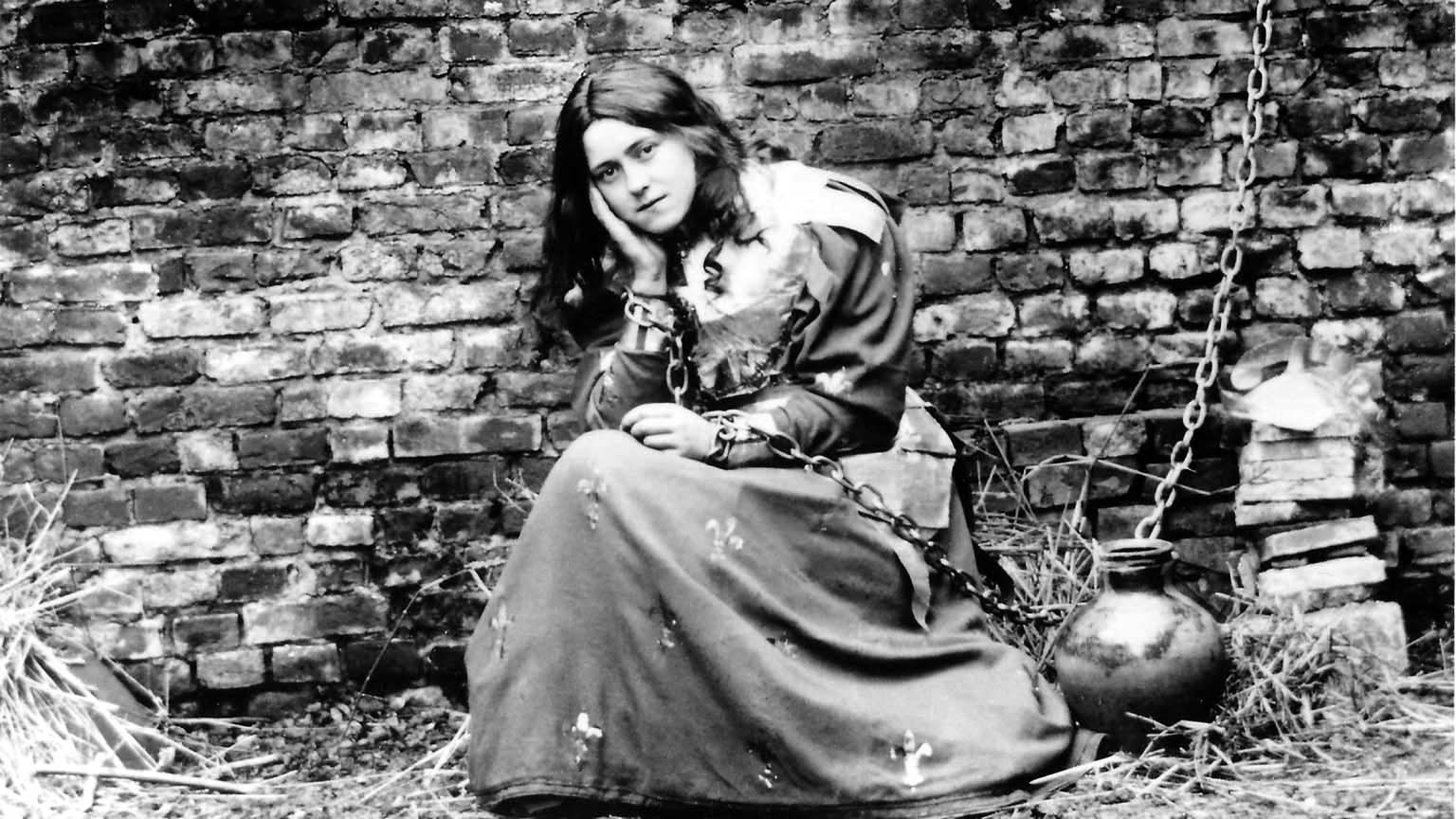
Terezie v divadelní roli Jany z Arku

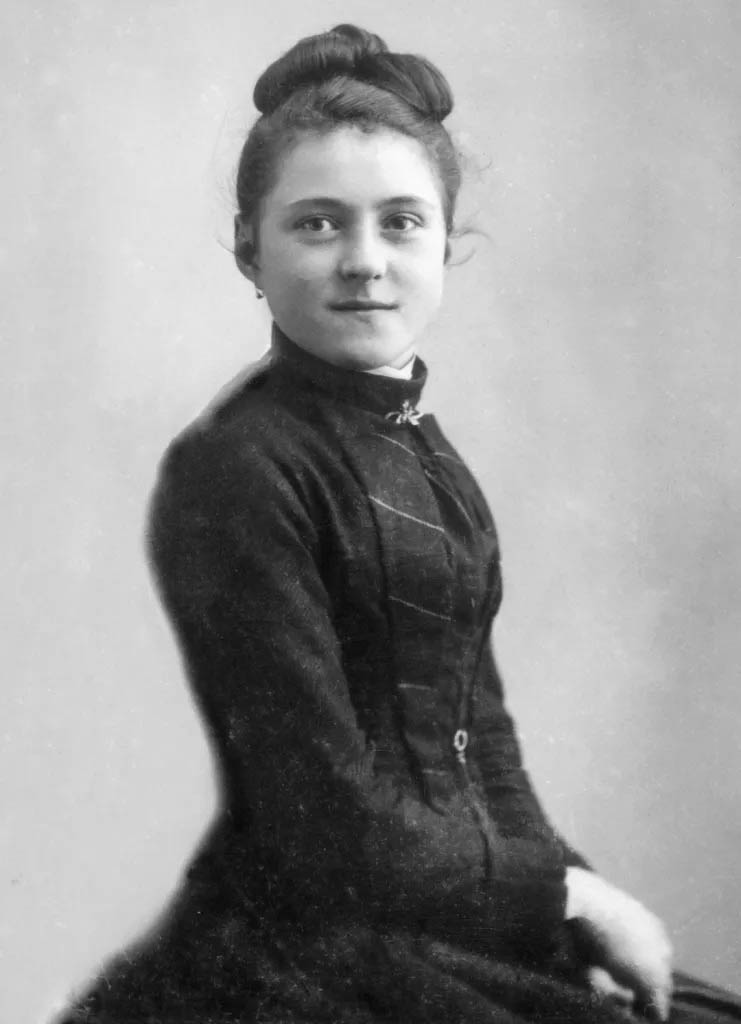
Terezie v patnácti letech

V patnácti letech Terezie Martinová s otcem vykonala poutní cestu do Říma a požádali tam tehdejšího papeže Lva XIII. o dispens, aby se Terezie i přes raný věk směla stát novickou kláštera karmelitek, musela mít také povolení diecézního biskupa.
V Karmelu se po přijetí řádévého oděvu z Terezie Martinové stala sestra Terezie od Dítěte Ježíše a svaté Tváře. Známá je ale více podle města, protože se tak lépe rozlišuje od svaté Terezie z Ávily.
Terezie navenek působila vyrovnaně, psala své vzpomínky, popisovala své vize a pocity, napsala více než 250 dopisů, 62 básní, 21 modliteb 8 zbožných divadelních her, ve hře o Janě z Arku ztvárnila hlavní roli Jany a sama si ušila kostým. Trpěla ovšem od 13 let stavy úzkosti. Často ji trýznila myšlenka, že ji Bůh opustil, i nejsilnějším pokušením ale dokázala odolat. Někdy nabývala přesvědčení, že bude zatracena, ale dokázala se odevzdat Boží lásce.

### Život v klášteře
V komunitě 26 sester Karmelu v Lisieux byl v době Tereziina příchodu průměrný věk 47 let. Její dětské duši málo rozuměly, považovaly ji za pyšnou a domýšlivou. Přispělo k tomu až chorobné autoritářství představené Karmelu, matky Marie Gonzagy.
Život v městském klášteře karmelitek v Lisieux určovala řeholní pravidla, která byla poměrně tvrdá a život jednotvárný. Sestry v létě vstávaly v 4:45 (v zimě o hodinu později). Následovala osobní modlitba od 5 do 6 hodin. Od 6:00 do 8:00 se četlo oficium a po něm následovala mše. V 8 hodin byla snídaně a po ní manuální domácí práce (šití, praní, úklid, vaření). V 10 byl oběd a následovala společná relaxace. V poledne byla hodinová siesta, volný čas strávený v tichu. Ve 13:00 hodinová práce a následovaly nešpory. Ve 14:30 duchovní čtení, v 15:00 opět práce. V 17 hodin osobní modlitba, v 18:00: večeře, následovala hodina odpočinku a oficium kompletáře. Ve 20:00 volný čas v tichu, ve Ve 21:00 liturgické oficium. Kolem 22:30 nebo 23:00 sestry teprve směly jít spát. Na spánek jim tedy zbývalo necelých 6 až 7 hodin. Terezie navíc náruživě četla a studovala a na popud své převorky psala vzpomínky z dětství, tak vznikl spis dnes známý jako Dějiny duše.

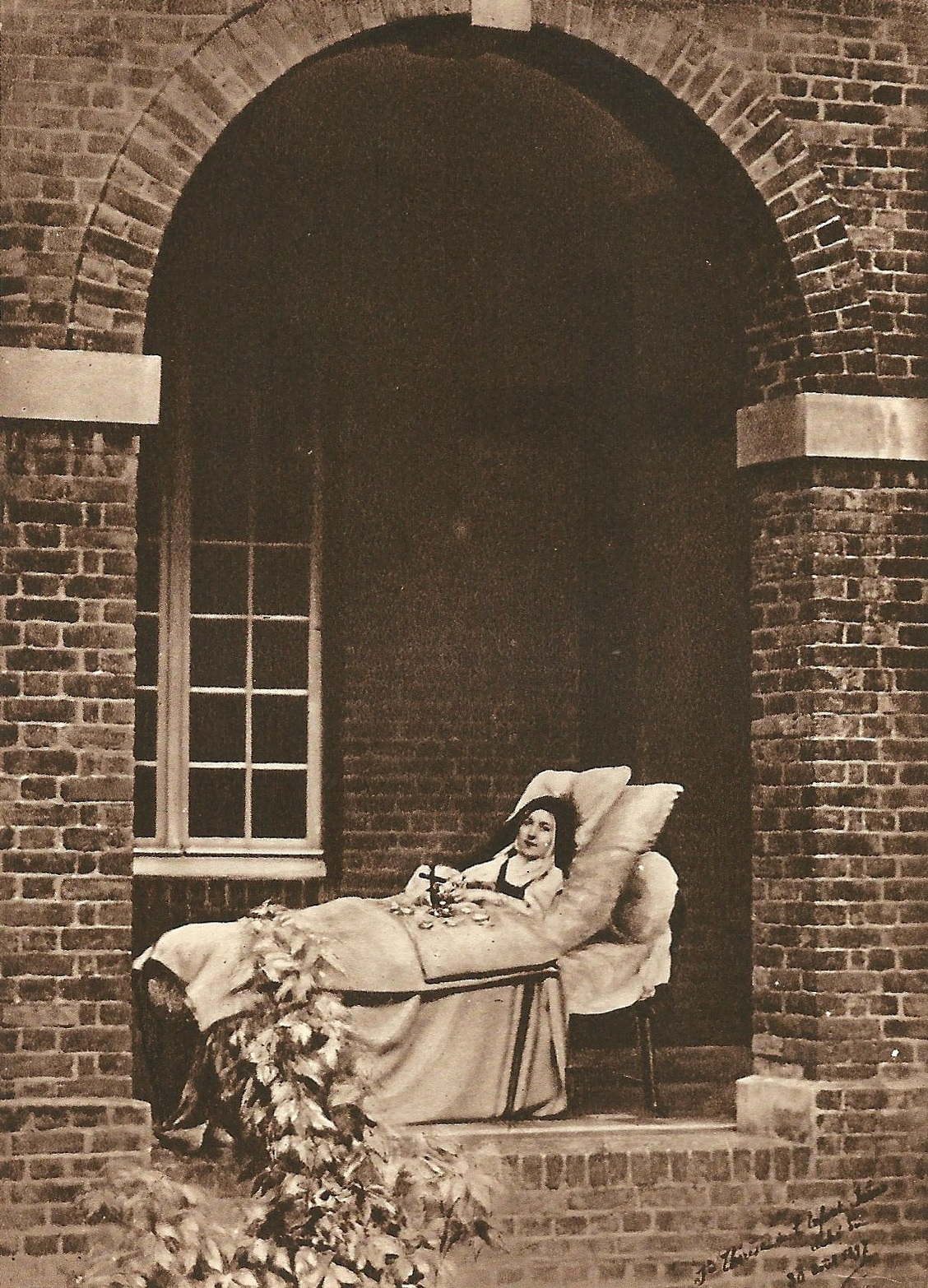
Terezie upoutaná na lůžko v nemovnici Karmelu (1896)

Tereziino křehké zdraví tvrdým životem v klášteře trpělo. Pravděpodobně již v 80. letech se nakazila tuberkulózou, která u ní naplno propukla 18 měsíců před smrtí: byla upoutána na lůžko, s nímž ji sestry přenášely. Tak byla naposledy v roce 1896 vyfotografována ležící v portálu klášterní nemocnice. Milovala růže, ovíjela si jimi krucifix. Lékař Terezii v posledních týdnech života předepsal morfin, ale matka představená jí jej podávat ke zmírnění bolestí nedovolila. 
Koncem září roku 1897 Terezie na tuberkulózu zemřela. Byla pohřbena v kapli Karmelu. Její sarkofág byl později k uctívání vyzvednut na oltář. Po jejím svatořečení v roce 1925 byly relikvie distribuovány také na oltář v chórové kapli katedrály sv. Petra v Lisieux a další roku 1937 k vysvěcení tamější poutní baziliky.     

## Citáty
- Kéž mi dá (Bůh) lásku bez mezí, bez hranic! Chci stůj co stůj získat palmu, ne-li krví, aspoň láskou.

- Mým povoláním je láska!

- Před svou smrtí řekla: Vždycky jsem plnila vůli Boží. Doufám proto, že po smrti bude Bůh také plnit má přání. Chci trávit své nebe tím, že budu na zemi neustále pomáhat jiným. Po své smrti sešlu na zemi déšť růží.

- Pro mě je modlitba vzlet srdce, je to prostý pohled k nebi, je to zvolání vděčnosti a lásky ve zkoušce i v radosti. (Autobiografické spisy)

## Odkaz
V roce 1927 papež Pius XI. prohlásil Terezii z Lisieux za „hlavní patronku misií na celém světě spolu s Františkem Xaverským“, přestože od patnácti let věku se nevzdálila ze své klauzury.  V roce 1933 došlo k založení „Oblátů sv. Terezie“, kteří se odevzdali do jejích služeb. P. Martin vydal rozhodující impuls k založení mužské kongregace Misionáři svaté Terezie (1948).
Dne 3. května 1944 (těsně před osvobozením Francie) papež ct. Pius XII. označil Terezii za „druhou patronku Francie, spolu s Janou z Arku“.
Mezi lety 1898 a 1947 bylo napsáno 865 registrovaných životopisů Terezie z Lisieux. Až v roce 1956 mohl karmelitán P. František od Panny Marie z nařízení Pia XII. vydat její Autobiografické spisy (faksimile) a v roce 1961 byly v albu Tvář Terezie z Lisieux poprvé publikovány její fotografie.
Jan Pavel II. ji v roce 1997 prohlásil stejně jako Kateřinu Sienskou (14. století) a Terezii z Ávily (16. století) za učitelku církve.
Na motivy života Terezie z Lisieux napsala v roce 1997 Lenka Lagronová drama Terezka.

## Dílo
- Dějiny duše, vydáno posmrtně
- Básně
- Vstupuji do života - poslední rozhovory